# Geschichte der Ökologisch-Demokratischen Partei

Aktuelles Logo der ÖDP

Die Geschichte der Ökologisch-Demokratischen Partei (kurz ÖDP, von 1997 bis 2010 ödp) hat ihren Ursprung beim CDU-Bundestagsabgeordneten Herbert Gruhl. Am 12. Juli 1978 hatte dieser nach unüberbrückbaren Differenzen in der Umweltpolitik seiner Partei den Rücken gekehrt, um einen Tag später die Grüne Aktion Zukunft (GAZ) zu gründen. Diese war bundesweit die erste Partei mit dem Themenschwerpunkt Ökologie und gleichzeitig die Keimzelle der ÖDP. Anfang 1980 beteiligte sich die GAZ zunächst an der Gründung der Grünen, löste sich jedoch 1980/1981 aus diesen wieder heraus, um Anfang 1982 mit anderen Umweltgruppierungen die ÖDP zu gründen.
Herbert Gruhl wurde erster Bundesvorsitzender der Partei und war während dieser Zeit deren dominante Persönlichkeit. Nachdem bereits ab Mitte der 1980er Jahre zwischen ihm und der Parteibasis eine zunehmende inhaltliche Entfremdung eingesetzt hatte und die Partei 1989 auf dem Saarbrücker Parteitag gegen seinen Willen einen Abgrenzungsbeschluss gegenüber rechten Parteien und Positionen verfasst hatte, trat er von seinem Amt zurück. Die 1990er Jahre waren parteiintern von mehreren Turbulenzen mit sehr schnell wechselnden Bundesvorsitzenden geprägt. Im neuen Jahrtausend trat eine Konsolidierung ein. Als Hochburg der Partei entwickelte sich vor allem Süddeutschland, besonders Bayern. In Letzterem gelang ihr auf kommunaler Ebene mancherorts die Etablierung.

## Vorgeschichte

### Der CDU-Bundestagsabgeordnete Herbert Gruhl
Hauptartikel: Herbert Gruhl
Herbert Gruhl (1921–1993) war 1969 für die CDU, der er 1954 beigetreten war, in den Bundestag eingezogen. Bereits 1971 hatte Gruhl in einer Bundestagsrede als erster Abgeordneter auf das Waldsterben aufmerksam gemacht.

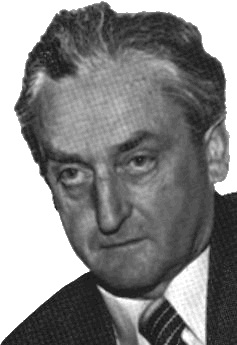
Herbert Gruhl

Innerhalb der Bundestagsfraktion gehörte Gruhl zu den wenigen Kritikern der Kernenergie. 1975 erschien sein bekanntestes Buch Ein Planet wird geplündert – Die Schreckensbilanz unserer Politik, das zum Bestseller wurde und viel Aufmerksamkeit in der Öffentlichkeit erlangte. Im November 1975 wurde er außerdem Vorsitzender des wenige Monate zuvor gegründeten Bundes für Umwelt- und Naturschutz (BUND); dieses Amt hatte er bis 1977 inne.
Etwa zur selben Zeit setzte eine zunehmende Entfremdung zwischen ihm und der Partei ein. Bereits im Herbst 1977 teilte er dem Journalisten Franz Alt, der damals Moderator der SDR-Sendung Report war, mit, dass die CDU nicht mehr seine politische Heimat sei. Über Helmut Kohl, den damaligen Partei- und Fraktionsvorsitzenden, urteilte er:

„Kohl ist ökologisch ignorant und unsensibel. Partei und Fraktion sind einseitig industriegläubig.“

Alts Anregung, zwischen ihm und Kohl zu vermitteln, lehnte Gruhl jedoch ab. Die Differenzen zwischen Gruhl und der Partei führten dazu, dass er diese sowie die Bundestagsfraktion am 12. Juli 1978 verließ. Zur selben Zeit verlas er in Report einen offenen Brief an Kohl, in dem er diesem mangelnde Sensibilität in ökologischen Fragen vorwarf und in diesem Zusammenhang seinen Parteiaustritt begründete.

### Gründung der Grünen Aktion Zukunft (GAZ)
Hauptartikel: Grüne Aktion Zukunft

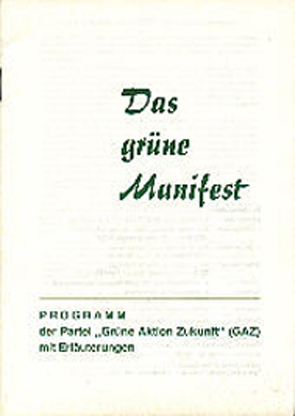
Das grüne Manifest, Programm der GAZ

Am 13. Juli 1978, nur einen Tag nach seinem Austritt aus der CDU, gründete Gruhl die Grüne Aktion Zukunft (GAZ); diese war die bundesweit erste Partei mit dem Themenschwerpunkt Umwelt. Neben Gruhl gehörten der Partei mehrere Leute an, die später in der ÖDP bedeutende Ämter innehaben sollten, so unter anderem Michael Arends (* 1939), Edgar Guhde (1936–2017), Maria Opitz-Döllinger (1917–2007) und Bernhard Suttner (* 1949). Weitere nennenswerte Mitglieder waren der Professor Heinz Kaminski (1921–2002), der stellvertretender Bundesvorsitzender wurde, sowie Trude Unruh (1925–2021), die spätere Gründerin der Partei Die Grauen – Graue Panther.
Das Parteiprogramm trug den Namen Das grüne Manifest. Sitz der Bundesgeschäftsstelle war Bonn. Durch Gruhl war die GAZ bis 1980 mit einem Abgeordneten im Bundestag vertreten. Ende März 1979 hatte die Partei 1800 Mitglieder. Innerhalb der Umweltschutzbewegung wurde die Gründung der GAZ gespalten aufgenommen; während Gruhl dadurch versuchte, der Zersplitterung der Bewegung entgegenzuwirken, hielten andere Vertreter diese Parteigründung, die ohne Absprache mit anderen Umweltorganisationen und ohne Bestehen von kommunalen Verbänden erfolgt war, für einen Verstoß gegen basisdemokratische Prinzipien.
Die GAZ erreichte bei den Landtagswahlen 1978 in Hessen 0,9 %, in Bayern zusammen mit der Aktionsgemeinschaft Unabhängiger Deutscher (AUD) und Bürgerinitiativen unter dem Kennwort (Kurzbezeichnung) Die Grünen 1,8 %. Da sich die Wahlergebnisse anderer ökologischer Gruppierungen in denselben Größenordnungen widerspiegelten, verstärkten sich die Bestrebungen, wonach diese sich vereinigen sollten. Anlässlich der Europawahl 1979 wirkte die GAZ daher an der Gründung des Parteienbündnisses Sonstige Politische Vereinigung Die Grünen mit, das 3,2 % der Stimmen erhielt; Gruhl war zusammen mit Petra Kelly (1947–1992) Spitzenkandidat gewesen.

### Beteiligung der GAZ an der Gründung der Grünen und Loslösung (1980/1981)
Die GAZ beteiligte sich Anfang 1980 an der Gründung der Grünen, dennoch behielt sie formal ihre Selbständigkeit. Bereits im Vorfeld der Parteigründung war Gruhl zusammen mit August Haußleiter von der Aktionsgemeinschaft Unabhängiger Deutscher (AUD) und Helmut Neddermeyer von der in Niedersachsen aktiven GLU von der Sonstigen Politischen Vereinigung zu einem der drei Sprecher gewählt worden. Deren Mandat wurde auf dem Gründungsparteitag in Karlsruhe zunächst verlängert.
Als konservativer Parteiflügel geriet die GAZ jedoch mit ihren Positionen bald ins Hintertreffen und beklagte, dass der Einfluss politisch weit links stehender Kräfte zu stark geworden war, was sich ihren Aussagen zufolge vor allem im auf dem Grünen-Bundesparteitag in Saarbrücken im März 1980 beschlossenen Programm widerspiegelte. So war dort ihrer Meinung nach dem Thema Umwelt zu wenig Platz eingeräumt worden. Außerdem war Gruhl nicht in die Programmkommission gewählt worden: Obwohl er bei der Kampfabstimmung gegen Otto Schily und Dieter Burgmann im ersten Wahlgang die Mehrheit der Stimmen hinter sich gebracht hatte, unterlag er in der Stichwahl, da Schily seine Kandidatur zurückzog und für Burgmann eine Wahlempfehlung abgab. Noch im März bildete die GAZ deshalb zusammen mit der Grünen Liste Schleswig-Holstein und der Bremer Grünen Liste die Arbeitsgemeinschaft ökologische Politik bei den GRÜNEN (AGÖP), die eine Art innerparteiliche Opposition bilden sollte.
Als sich auf dem Parteitag in Dortmund am 21./22. Juni 1980 endgültig die linke Dominanz bei den Grünen herausstellte, zog sich die GAZ aus der Partei zurück. Sie bildete anschließend mit den besagten Umwelt-Gruppierungen, die die Grünen ebenfalls als zu links empfanden, am 16. Juli selben Jahres die Grüne Föderation, die eine lose Vereinigung mit dem Ziel einer Parteigründung darstellte und später in Ökologische Föderation umbenannt wurde. Einige Zeit später schloss sich noch die Grüne Liste Hamburg dieser „Föderation“ an. In den Jahren 1980 und 1981 verließen die Mitwirkenden schließlich allmählich die Grünen. Am 10. und 11. Oktober 1981 fand eine sogenannte „Vertreterversammlung“ in Frankfurt am Main statt. Auf dieser wurde festgestellt, dass die Voraussetzungen für die Gründung einer neuen Partei erfüllt seien.

## Die Ära Gruhl (1982–1989)

Parteilogo von 1982 bis 1997

### Parteigründung
Am 23. und 24. Januar 1982 wurde von der Ökologischen Föderation in Wiesbaden auf einem nicht-öffentlichen Bundesparteitag schließlich die Ökologisch-Demokratische Partei, Kurzbezeichnung ödp (heute ÖDP) gegründet. Der Parteiname war von Maria Opitz-Döllinger vorgeschlagen worden, die in der Folgezeit bedeutende Parteiämter innehaben sollte. Darüber hinaus verabschiedete die Partei ihr Grundsatzprogramm. Bereits im Oktober 1981 waren in Bayern und Baden-Württemberg die ersten Landesverbände gegründet worden. Zum Zeitpunkt ihrer Gründung hatte die ÖDP etwa 1750 Mitglieder.
Auf deren erstem öffentlichen Bundesparteitag, der am 6. und 7. März selben Jahres in Bad Honnef stattfand, konnte sich Gruhl in einer Kampfabstimmung mit 101 zu 32 Stimmen bei der Wahl des Bundesvorsitzenden gegen Heidrun Hamatschek, die niedersächsische Landesvorsitzende der ÖDP, durchsetzen. In seiner noch über Jahre als Werbemittel eingesetzten Gründungsrede hebt Gruhl den Standpunkt der neuen Partei mit einer Verzichtsethik von den „freizügigen Versprechungen“ der Grünen ab, aber auch von den sich christlich oder auch konservativ nennenden Parteien:

„Hätten so genannte christliche Politiker die Bibel gelesen, dann wären sie bei Matthäus 6, Vers 24, auf den Satz gestoßen: „Ihr könnt nicht Gott dienen und dem Mammon“. Für uns ziehe ich den Schluss: Wollen wir uns lieber nicht christlich nennen, sondern christlich handeln! Dagegen sollten wir keine Scheu zeigen, uns konservativ zu nennen. Denn konservativ sein heißt bewahren wollen. Wir wollen unsere Umwelt bewahren, die Natur und damit unsere Mutter Erde. Konservativ sein heißt, dem Lebendigen den Vorzug vor dem Mechanischen zu geben.“

Das Amt des ÖDP-Bundesvorsitzenden sollte Gruhl noch bis 1989 innehaben. Zu Gruhls Stellvertretern wurden der Bio-Bauer Baldur Springmann aus Geschendorf und Heidrun Hamatschek gewählt.

### Aufbau der Partei und Wahlbeteiligungen (1982–1988)
Im Oktober 1982 erfolgte in Bayern die erste Teilnahme an einer Landtagswahl, wo sie noch nicht flächendeckend präsent war und 0,4 % erzielte. Das reichte lediglich für Spekulationen, ob ihr erstmaliger Antritt den Ausschlag dafür gab, dass die Grünen mit 4,6 % den Einzug in den Landtag knapp verfehlten.
1983 trat der stellvertretende Bundesvorsitzende Springmann aus der Partei aus, nachdem er parteiintern für seine „sektiererischen“ Ansichten kritisiert worden war. Im selben Jahr brachte Ewald Gaul, damals Beisitzer im Bundesvorstand, eigenständig drei Ausgaben eines Blattes mit dem Namen Ökologie und Politik heraus, das ab dem Folgejahr als offizielle Parteizeitung erschien und stets einen Geleitartikel von Gruhl enthielt. 1990 wurde das Blatt in ÖkologiePolitik umbenannt.
1984 beteiligte sich die ÖDP an der Europawahl, wodurch sie finanziell „an den Rand der Existenz“ geriet. Im Oktober 1986 gelang es bei der Teilnahme an der Landtagswahl in Bayern zwar, an Stimmen zuzulegen, jedoch blieb das Ergebnis mit 0,7 % unter der Hürde für Wahlkampfkostenerstattungen, womit die Finanzlage weiter prekär blieb. Die Teilnahme an der Bundestagswahl 1987 brachte eine Welle von Eintritten in die ÖDP von 200 Mitgliedern pro Monat, die Wahlkampfkostenerstattung blieb jedoch erneut aus. Im selben Jahr wurden von zehn Studenten in Bonn die Ökologisch-Demokratischen Studierenden (ÖDS) gegründet, die die Studentenorganisation der Partei bildeten und sich auf dem Saarbrücker Parteitag von 1989 als Dachorganisation formierten. 2005 wurde der Verband aufgelöst.
Bei der baden-württembergischen Landtagswahl von 1988 erzielte die Partei 1,4 % der Stimmen, womit sie erstmals in den Genuss staatlicher Unterstützung gelangte. Daraufhin gab es Streitigkeiten, die mit der Frage begannen, wer diesen Erfolg für sich in Anspruch nehmen dürfe. Gestritten wurde zwischen Maria Opitz-Döllinger und Herbert Gruhl um die neu gewonnenen Finanzmittel. Während erstere ein Drittel des Geldes für ihren baden-württembergischen Landesverband erhalten wollte, vertrat Gruhl die Auffassung, so würden vorangegangene Vereinbarungen zwischen dem Bundes- und Landesverband nicht eingehalten werden.
Darüber hinaus sorgte dieser Achtungserfolg für verstärkte öffentliche Aufmerksamkeit; in diesem Zusammenhang wurde die ÖDP vor allem von der politischen Linken häufig mit REP und NPD in einem Atemzug genannt. Dies sowie die Tatsache, dass Gruhl ab Mitte der 1980er Jahre zunehmend vorgeworfen wurde, sich immer mehr rechten Positionen zu nähern, brachte der Partei allmählich den Vorwurf des „Ökofaschismus“ ein. Entsprechende Kritik kam ebenso aus den Reihen der Grünen, speziell von Jutta Ditfurth. Während Gruhl das als Kritik wenig ernstzunehmender Gegner abzuwehren suchte, sollte sie bei Machtkämpfen innerhalb der Partei eine zunehmende Rolle spielen.

### Zunehmende innerparteiliche Querelen und der Saarbrücker Parteitag (1988/1989)
Die aufbrechenden Querelen schlugen sich in Personalfragen nieder, so dass der Parteivize Konrad Buchwald 1988 mit der Begründung von seinem Amt zurücktrat, es „nähert sich die Situation in der ÖDP sehr den Verhältnissen bei den Grünen.“ Damit verlor die ÖDP – eine Gruhl nahestehende – anerkannte Kompetenz im Natur- und Umweltschutz. Auch um den ÖDP-Landesvorsitz in Baden-Württemberg, den Herbert Pilch innehatte, welcher ebenfalls als Gruhl gegenüber besonders loyal galt, entbrannten Machtkämpfe, in denen er sich auf dem Landesparteitag in Plochingen 1988 nur noch als Vizevorsitzender behaupten konnte. Die Richtungsstreitigkeiten wurden des Weiteren im Bundesvorstand vor allem in Papieren für Bundeshauptausschusssitzungen teilweise sehr heftig ausgetragen und mündeten in einer einstweiligen Verfügung auf Unterlassung von ehrverletzenden Behauptungen ohne Wahrheitsgehalt, die Gruhl am 14. Februar 1989 – kurz vor dem Saarbrücker Parteitag – gegen die beiden baden-württembergischen Bundesvorstandsmitglieder Maria Opitz-Döllinger und Peter Schröder gerichtlich erwirkte.
Der Bundesparteitag in Saarbrücken, der am 18. und 19. Februar 1989 stattfand, sollte sich für die ÖDP als Zerreißprobe herausstellen. Dabei waren Personal- und Richtungsentscheidungen miteinander verknüpft. Während Gruhl noch in seiner Parteitagsrede vom Oktober 1988 versuchte, die Begriffe Links und Rechts zu erklären sowie seine Position als „naturkonservativ“ herauszustreichen und zu festigen, kam es auf dem Saarbrücker Parteitag mit über 90 % der Delegiertenstimmen zum „Grundsatzbeschluß zur Abgrenzung der ÖDP von den Rechtsparteien“. Diesen Beschluss konnte Gruhl nicht in allen Punkten teilen, da er insbesondere das schon im GAZ-Programm Das grüne Manifest geltend gemachte nationale „Selbstbestimmungsrecht für … alle Deutschen“ im Sinne nachlassender Bemühungen um eine Wiedervereinigung Deutschlands berührt sah. Inhaltlich lauten die zentralen Aussagen dieses Beschlusses, „Die ÖDP lehnt den Nationalismus ab“, „Die Stärkung des Nationalbewußtseins ist nicht Aufgabe der ÖDP“. Die Abwahl von Schröder und Opitz-Döllinger scheiterte, weshalb Gruhl von seinem Amt als Bundesvorsitzender zurücktrat.
Als Nachfolger im Gespräch waren Hermann Bentele und Hans-Joachim Ritter, der rheinland-pfälzische Landesvorsitzende. Die Wahl fiel auf Ritter, da ihm von den Delegierten zugetraut worden war, als Vermittler zwischen der Parteibasis und Gruhl zu fungieren.

## Turbulenzen in den 1990er Jahren

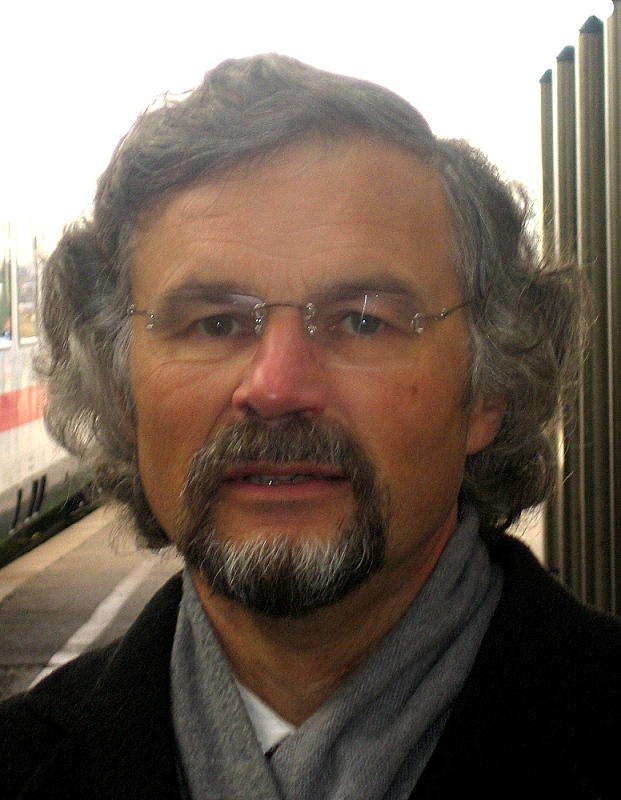
Hans-Joachim Ritter, Bundesvorsitzender der ÖDP von 1989 bis 1993

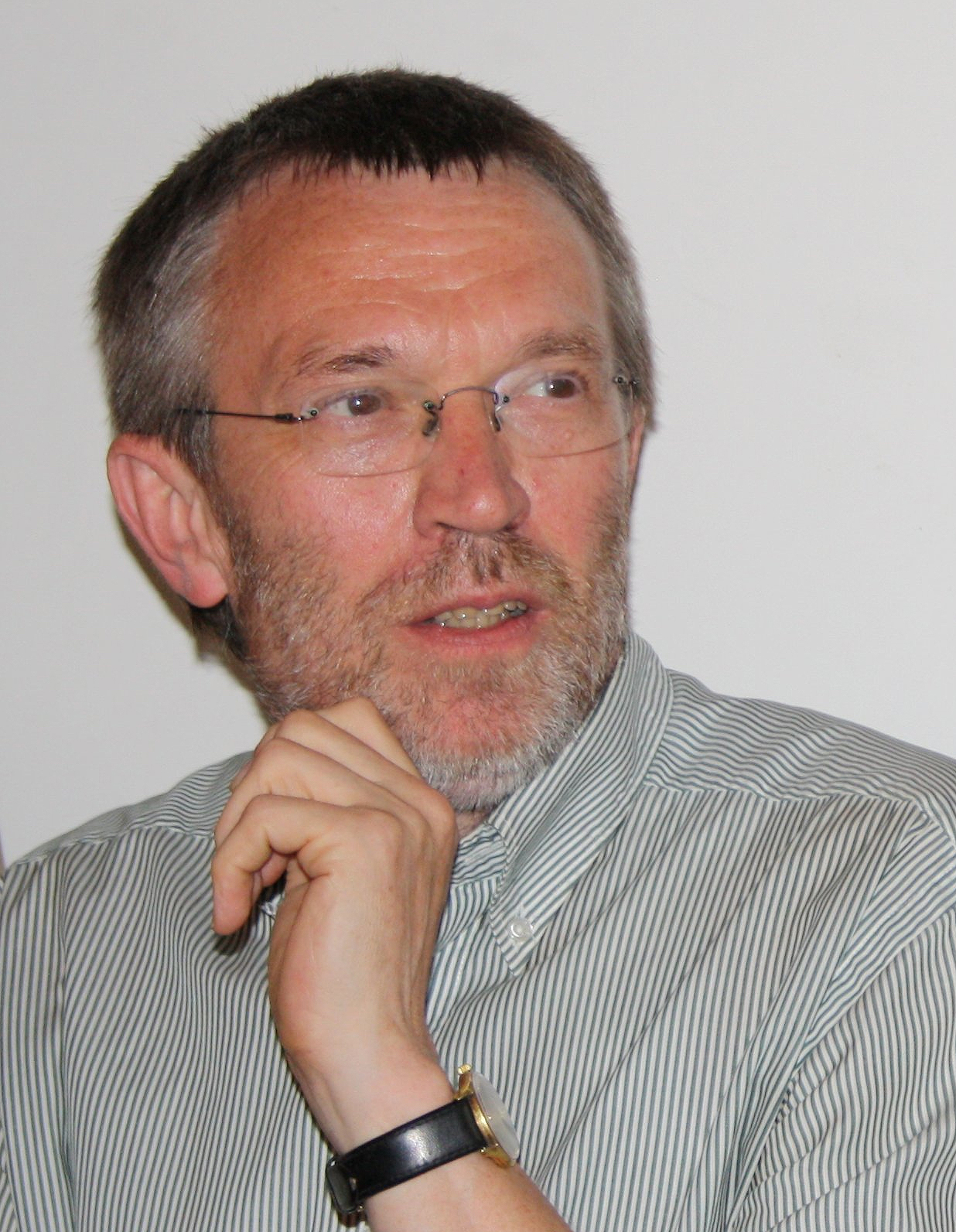
Bernhard Suttner, seit 1991 Landesvorsitzender in Bayern

### Die Ära Ritter (1989–1993)
Dem neuen Bundesvorsitzenden Hans-Joachim Ritter gelang es, die Partei nach den Querelen auf dem Saarbrücker Parteitag zu konsolidieren. Er strebte während seiner Amtszeit unter anderem ein Zusammengehen mit dem Bündnis 90 und den Grünen an, was jedoch am Widerstand letzterer scheiterte.
Am 24. Februar 1990 wurde in Coswig die Ökologisch-Demokratische-Partei der DDR gegründet; eine Teilnahme an der Volkskammerwahl scheiterte durch unglückliche Umstände. Acht Monate später ging sie in der ÖDP auf. Auch die Wahlergebnisse stiegen deutlich an, wenngleich sie weiterhin weit unterhalb der Fünf-Prozent-Klausel blieben. Die Landtagswahl in Bayern von 1990 bescherte der Partei 1,7 %. Bei der Bundestagswahl im selben Jahr erreichte sie 0,44 %. Da für diese erste gesamtdeutsche Wahl Westen und Osten getrennte Wahlgebiete bildeten und im Westen mehr als 0,5 % erlangt werden konnten, hatte sie das Glück – zum bislang einzigen Mal – staatliche Mittel nach einer Bundestagswahl zu erringen. Ende 1990 verließ Gruhl zusammen mit dem rechten Flügel die Partei, da ihm die Unterschiede zu den Grünen zu marginal blieben und das erreichte Bundestagswahlergebnis zu wenig Perspektive versprach. Der verbleibende Kreis um Gruhl brachte sich großteils bei den Unabhängigen Ökologen Deutschlands (UÖD) ein.
Wenige Monate später erzielte die Partei bei der rheinland-pfälzischen Landtagswahl 0,9 % und verfehlte damit knapp die Hürde für Wahlkampfkostenerstattungen. 1992 kam die ÖDP in Baden-Württemberg unter der seit 1991 amtierenden Landesvorsitzenden, der Theologin Verena Föttinger, auf 1,9 %. Es war das bis dahin beste Ergebnis bei einer Landtagswahl und bis heute das beste außerhalb von Bayern.
In Bayern wurden im Jahr 1991 zwei wichtige Personalentscheidungen getroffen: Im April dieses Jahres wurde Urban Mangold aus Passau hauptamtlicher Leiter der Landesgeschäftsstelle. Auf dem Landesparteitag im Oktober wurde Bernhard Suttner als Nachfolger von Oswald Schönmüller zum neuen Landesvorsitzenden gewählt. Sowohl Suttner als auch Mangold sollten an der kommunalpolitischen Verankerung ihrer Partei in Bayern und an deren daraus resultierenden größten Erfolgen ihrer Geschichte maßgeblichen Anteil haben.
Am 5. September 1992 wurden außerdem Die Jungen Ökologen gegründet, die seither die Jugendorganisation der Partei bilden. Bereits vorher hatte es auf kommunaler Ebene einzelne Jugendverbände der ÖDP gegeben, die daraufhin in diesem Verband aufgingen.

### Das Superwahljahr 1994
Große Hoffnungen und Erwartungen steckte die Partei in das „Superwahljahr“ 1994. Die guten Wahlergebnisse Ende der 1980er und Anfang der 1990er Jahre hatten den „Ökodemokraten“ ein relativ hohes finanzielles Budget beschert, das sie in die bevorstehenden Wahlen für einen bundesweiten Durchbruch investieren wollte. So druckte die ÖDP zu diesem Zweck zehn Millionen Flugblätter, 50.000 Plakate und 150.000 Programme. Darüber hinaus veranstaltete sie am 11. März 1994 in der Nürnberger Meistersingerhalle eine Kundgebung gegen Kernenergie, zu der 1200 Besucher kamen.
Anlässlich der bevorstehenden Europawahl initiierte sie eine Kampagne gegen Gentechnik. In deren Zuge hatte sie ein Plakat gedruckt, auf dem das Abstimmungsverhalten sämtlicher deutscher Europaabgeordneter bezüglich der Kennzeichnungspflicht gentechnisch veränderter Lebensmittel dargelegt wurde. Die Kampagne musste abgebrochen werden, als dem bayerischen Landesvorsitzenden Bernhard Suttner, dem Hauptbeteiligten dieser Aktion, eine Geldstrafe von 500.000 DM angedroht wurde. Die Europawahl brachte der Partei mit 0,8 % ein leichtes Plus gegenüber der von 1989 und das bis heute beste Ergebnis auf Bundesebene ein.
Im Vorfeld der bayerischen Landtagswahl von 1994 erhielt die ÖDP ebenfalls mediale Aufmerksamkeit; so hatte eine Umfrage des Forsa-Institut die Partei bei vier Prozent gesehen. Dies zog dementsprechend das Interesse der Fernsehsender ZDF und RTL auf sich. Auch andere Parteien setzten sich im Laufe des Wahlkampfes mit den Zielen der ÖDP auseinander. Die bayerischen Grünen veröffentlichten eine Broschüre mit dem Titel Die ÖDP in Bayern – Gefahr für Bündnis 90//Die Grünen? - Tips für den politischen und praktischen Umgang. In dieser analysierte deren Landesvorsitzender Gerald Häfner den Erfolg der Partei in Bayern. Der damalige CSU-Generalsekretär Erwin Huber brachte die 22 Seiten umfassende Broschüre ÖDP – Irreale Vorstellungen gefährden Aufschwung, Wohlstand und soziale Sicherheit heraus. Mit 2,1 % erzielte die Partei ihr bis heute bestes Ergebnis bei Landtagswahlen; dennoch entsprach es nicht den parteiinternen Erwartungen. Bei der einen Monat später stattfindenden Bundestagswahl erlitt die ÖDP eine leichte Verschlechterung des Wahlergebnisses von 0,44 % auf 0,39 %.

### Wechselnde Bundesvorsitzende (1993–1997)
Bereits 1992 hatte Ritter die Stiftung für Ökologie und Demokratie gegründet, deren Vorsitzender er seither ist. Um Interessenskonflikte mit seiner neuen Tätigkeit zu vermeiden, legte er 1993 sein Amt als Bundesvorsitzender nieder. Sein Nachfolger wurde Bernd Richter aus Schramberg, der gleichzeitig der erste war, der dieses Amt teilweise hauptamtlich ausübte. Zu dieser Zeit wurde Edgar Guhde, der seit der GAZ Gruhl nahestand, seitens des Bundesvorstandes ein besonderes Misstrauen entgegengebracht und Benedikt Stumpf als „Aufpasser“ in die Redaktion des Parteiorgans ÖkologiePolitik gesetzt; eine ihrer Ausgaben wurde frisch gedruckt eingestampft, weil er und Hans-Joachim Ritter zwei anerkennende Besprechungen des Fachbuches von Jürgen Wüst „Konservatismus und Ökologiebewegung. Eine Untersuchung im Spannungsfeld von Partei, Bewegung und Ideologie am Beispiel der ÖDP“ verfasst hatten.

ödp-Logo von 1997 bis 2007

In der Folge wechselte der Bundesvorsitz häufig. Im Vorfeld der Bundestagswahl 1994 lief im Fernsehen eine Sendung, die die zur Wahl antretenden Kleinparteien – unter anderem die ödp – behandelte. Der Auftritt des damaligen Bundesvorsitzenden Richter wurde parteiintern als völlig unsouverän bewertet und entsprechend kritisiert. Vor allem deshalb unterlag er ein Jahr später bei der Bundesvorstandswahl dem Arzt Hans Mangold aus Kempten (Allgäu). Unter letzterem begann der so genannte Corporate-Identity-Prozess innerhalb der Partei; so wurde ab 1997 das Kürzel satzungsmäßig kleingeschrieben. Innerparteilich war diese Maßnahme jedoch umstritten; so gab es in der Folgezeit oft Diskussionen, die Kurzbezeichnung wieder in Großbuchstaben auszudrücken. Ebenso wurde ein neues Parteilogo eingeführt; dies zeigte ein halbes ö, das eine aufgehende Sonne darstellen soll, mit dem Schriftzug „Politik, die aufgeht. ödp.“
Nun geriet Mangolds Führungsstil mit der Zeit mehr und mehr in die Kritik, weshalb er 1997 in einer Kampfabstimmung der Erdinger Sozialpädagogin und Landwirtin Susanne Bachmaier unterlag, der ersten Frau in diesem Amt. Etwa zur selben Zeit begann für die Partei ein Abwärtstrend bei vielen Wahlen. 1996 konnte sie in ihren Hochburgen Baden-Württemberg und Rheinland-Pfalz ihre achtbaren Wahlergebnisse von 1991 beziehungsweise 1992 nicht halten; in Rheinland-Pfalz stürzte sie von 0,9 % auf 0,5 % ab sowie in Baden-Württemberg von 1,9 % auf 1,5 %. Gleichzeitig war das Abschneiden in Baden-Württemberg das bislang letzte Mal, dass die Partei bei einer Landtagswahl außerhalb von Bayern mehr als ein Prozent – und somit staatliche Gelder – erhielt.

### Volksbegehren „Schlanker Staat ohne Senat“
Hauptartikel: Volksentscheid zum Bayerischen Senat
Im Oktober 1996 fasste die bayerische ödp auf ihrem Landesparteitag einen Grundsatzbeschluss, wonach ein Volksbegehren gestartet werden sollte, das die Abschaffung des bayerischen Senats zum Ziel hat. Obwohl dies in der Presse zunächst eher wenig Beachtung gefunden hatte, erhielt die Partei ein Schreiben von Walter Schmitt-Glaeser, dem damaligen Senatspräsidenten, der ihr nahelegte, dieses Vorhaben zu überdenken.
Nachdem die ödp einen entsprechenden Gesetzesentwurf ausgearbeitet hatte, sammelte sie in den Folgemonaten die hierfür benötigten 25.000 Unterschriften, um diese bereits zum Politischen Aschermittwoch im Februar 1997 der Öffentlichkeit zu präsentieren. Zum Erreichen dieses Ziels wurde die Unterschriftensammlung selbst bei extremen Temperaturen durchgeführt.
Danach musste die von 10. bis 23. Juli andauernde Eintragungsfrist überwunden werden, bei der sich zehn Prozent aller Wahlberechtigten in den Rathäusern eintragen mussten. Dies war die Voraussetzung dafür, damit das Volksbegehren durchgeführt werden konnte. Nachdem sich am Stichtag 10,5 % aller Wahlberechtigten eingetragen hatten, fand am 8. Februar 1998 der Volksentscheid statt, der mit 69,2 % erfolgreich verlief.
Die insgesamt 60 Senatoren klagten in der Folgezeit zunächst vor dem bayerischen Verfassungsgerichtshof gegen die Auflösung des Senates; dieser erklärte jedoch am 17. September 1999 den Volksentscheid für gültig.

### Wahlniederlagen 1998 und 1999
Nicht zuletzt aufgrund des erfolgreichen Volksbegehrens „Schlanker Staat ohne Senat“, das der Partei bayernweit größere mediale Aufmerksamkeit beschert hatte, sowie der Tatsache, dass sie seit ihrer Parteigründung 1982 ihre Landtagswahlergebnisse in Bayern kontinuierlich hatte steigern können, waren parteiintern die Erwartungen bei der Bayernwahl von 1998 hochgesteckt, dies umso mehr, als im Mai des Jahres eine Umfrage der Forschungsgruppe Wahlen die ödp bei 3 % sah.

ödp-Plakat aus dem Jahr 1999

Dementsprechend löste der Stimmenrückgang von 2,1 % auf 1,8 % eine erhebliche Konfusion an der Parteibasis aus, obwohl die Partei damit noch immer zum ersten – und bislang einzigen – Mal bei einer überregionalen Wahl ein besseres Ergebnis erzielte als die FDP. Bei der Bundestagswahl 1998 zwei Wochen später halbierte sich der Stimmenanteil von 0,4 % auf 0,2 %. Trotz dieser beiden Wahlniederlagen erreichte die Mitgliederzahl im September 1998 mit knapp 7200 ihren zwischenzeitlichen Höchststand.
Auch das „Superwahljahr 1999“ brachte für die Partei unbefriedigende Wahlergebnisse ein. Bei der Europawahl stürzte sie von 0,8 % auf 0,4 % ab, womit sie keine staatlichen Gelder mehr auf Bundesebene akquirieren konnte. Die Kommunalwahlen von Rheinland-Pfalz und Baden-Württemberg gingen mit einem erheblichen Verlust der Mandatszahl einher. Lediglich bei der Landtagswahl im Saarland konnte dem Trend auf einem niedrigen Niveau entgegengewirkt werden: Die ödp verbesserte sich von 0,1 % auf 0,3 %.
Im selben Jahr klagte die ödp in Nordrhein-Westfalen vor dem Landesverfassungsgericht erfolgreich gegen die Fünf-Prozent-Sperrklausel im Kommunalwahlgesetz. Diese wurde daraufhin ersatzlos gestrichen. Bei der kurz darauf stattfindenden Kommunalwahl sollte die Partei davon erheblich profitieren, da ihr eine deutliche Steigerung der dortigen Abgeordnetenzahl gelang. Herausragendstes Ergebnis auf Ebene der Landkreise und kreisfreien Städte waren die 6,4 % in Bottrop, mittels derer sie drittstärkste Kraft im dortigen Stadtrat wurde.

## Ab 2000

### Die Ära Dolata (2000–2003)
Aufgrund der ausbleibenden Wahlerfolge unter ihrer Amtszeit – insbesondere des Abschneidens der Partei bei der bayerischen Landtagswahl von 1998 – trat Susanne Bachmaier auf dem Bundesparteitag am 25. November 2000 in Mainz zurück. Neuer Bundesvorsitzender wurde der Autor und Wirtschaftskriminalist Uwe Dolata aus Würzburg, der sich vor allem als Anti-Korruptionsexperte einen Namen gemacht hatte.
Obwohl Dolata in der Folgezeit vor allem im Zusammenhang mit der CDU-Spendenaffäre sowie bei der daraus folgenden Diskussion um eine Reform der Parteienfinanzierung umfangreich medial präsent war, konnte dies nicht in Wahlerfolge umgemünzt werden. In Baden-Württemberg und Rheinland-Pfalz mussten abermals Stimmenverluste hingenommen werden. In Rheinland-Pfalz verschlechterte sich die Partei auf 0,3 %; in Baden-Württemberg halbierte sich das Resultat von 1,5 % auf 0,7 %. In letzterem verfehlte sie somit erstmals die Hürde für die staatliche Parteienfinanzierung. Im selben Jahr bewirkte die ödp durch ihre Mobilisierung in ihrer Hochburg Niederbayern – vor allem in Form von Bürgerbegehren –, dass E.ON die Lieferverträge mit dem Kernkraftwerk im tschechischen Temelín kündigte. Bei der vorgezogenen Berliner Abgeordnetenhauswahl am 21. Oktober 2001 war Dolata Spitzenkandidat der Partei, die dort jedoch nur 0,2 % erhielt.
Bei der Bundestagswahl 2002 war Dolata ebenfalls Spitzenkandidat. Obwohl der der ödp nahestehende Journalist Franz Alt der Partei das „konsequenteste Umweltschutzprogramm“' bescheinigt hatte, halbierte sich das Resultat der ödp erneut und betrug nur noch 0,1 Prozent. Der Stimmenrückgang der ödp und vieler anderer Splitterparteien bei dieser Wahl war vor allem auf die mediale Zuspitzung des Duells Schröder - Stoiber zurückzuführen.

### Der Parteitag in Coburg und Folgezeit (2003/2004)

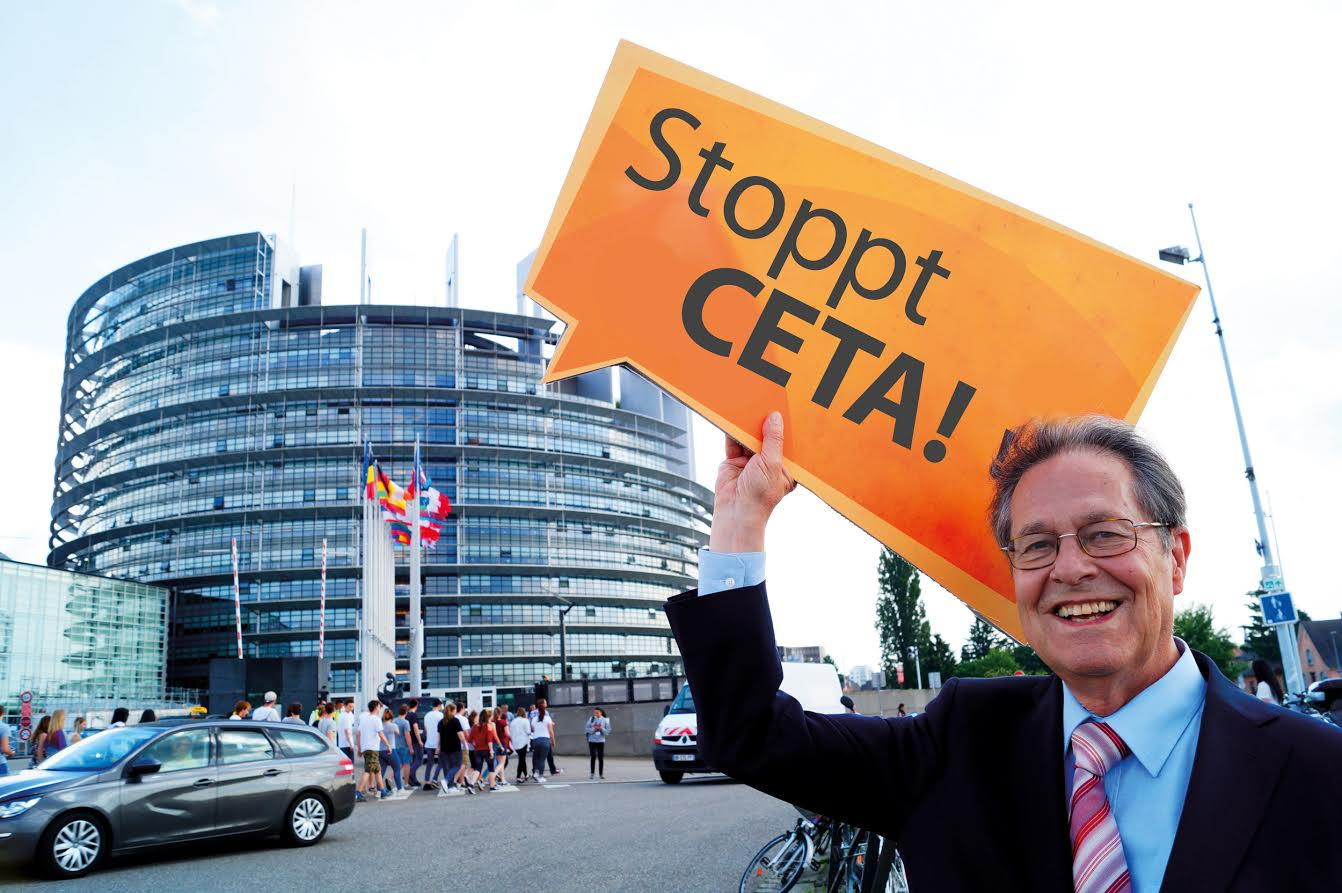
Klaus Buchner Bundesvorsitzender von 2003 bis 2010

Da die Wahlerfolge unter seiner Amtszeit ebenfalls ausgeblieben waren, plädierte Dolata für eine Konzentration der Parteiarbeit auf Bayern. Damit erntete er Widerspruch von seinem Stellvertreter, dem Münchener Universitätsprofessor und Physiker Klaus Buchner, der weiterhin den bundesweiten Anspruch der Partei vertrat. Nach umfangreicher Absprache untereinander einigten sie sich darauf, auf dem Bundesparteitag in Coburg am 8. und 9. März 2003 gegeneinander für den Bundesvorsitz zu kandidieren. Die Kampfabstimmung konnte Buchner mit 120:68 Stimmen für sich entscheiden. Dolata war anschließend noch anderthalb Jahre lang stellvertretender Bundesvorsitzender.
Sowohl bei der bayerischen Landtagswahl von 2003 als auch bei der Europawahl 2004 gelang der Partei eine Konsolidierung. In Bayern steigerte sie ihr Ergebnis auf 2,0 % und bei der Europawahl von 0,4 % auf 0,6 %, womit sie wieder staatliche Mittel beanspruchen konnte. Bei der Europawahl hatte mit dem Oberstarzt a. D. Reinhard Erös aus Mintraching eine bekanntere Persönlichkeit außerhalb der Partei auf den vorderen Listenplätzen kandidiert.
Am 29. November 2003 wurde in Mainz auf Initiative der ödp das Parteienbündnis World Ecological Parties (WEP) gegründet, in dem die ödp und ihre Partner-Parteien aus anderen Ländern seitdem Mitglied sind.
Gegen das 2002 vom Bundestag beschlossene Gesetz zur Parteienfinanzierung, das vorsah, dass nur Parteien, die in mindestens drei Bundesländern mehr als ein Prozent der Stimmen erhielten, in den Genuss der Wahlfinanzierung kämen, und das am 1. Januar 2005 in Kraft getreten wäre, führte die ödp ein Organstreitverfahren vor dem Bundesverfassungsgericht. Die GRAUEN schlossen sich dieser Klage ebenfalls an. Der Verfassungsrechtler und Parteienkritiker Hans Herbert von Arnim vertrat die Partei in diesem Rechtsstreit als Anwalt. Mit der Entscheidung des Bundesverfassungsgerichts vom 26. Oktober 2004 wurde der Antrag der ödp für begründet erachtet und das Gesetz für verfassungswidrig erklärt.

### Zusammenarbeit mit der Familien-Partei Deutschlands (2004–2006)
Bereits im zeitlichen Umfeld der Europawahl 2004 kam es zu ersten Gesprächen mit dem ödp-Bundesvorsitzenden Klaus Buchner und Franz-Josef Breyer, dem damaligen Bundesvorsitzenden der Familien-Partei Deutschlands (FAMILIE). Beide stellten große Übereinstimmungen in den Programmen ihrer Parteien fest. Noch im selben Jahr fand die erste Wahlabsprache statt: Bei der saarländischen Landtagswahl im September 2004 verzichtete die ödp auf eine eigenständige Kandidatur. Die Familien-Partei – im Saarland traditionell sehr stark – ließ im Gegenzug ödp-Mitglieder auf ihren Listen kandidieren. Erstere erzielte bei der Wahl mit 3,0 % das beste Wahlergebnis ihrer Geschichte. 2005 wurde die Zusammenarbeit vertieft: Eine gegenseitige Konkurrenz bei Wahlen sollte vermieden werden, außerdem beschlossen beide Parteien eine Fusion für 2007. Für die vorgezogene Bundestagswahl 2005 ließ die ödp der Familien-Partei erneut den Vortritt. Diese kam auf 0,4 %.

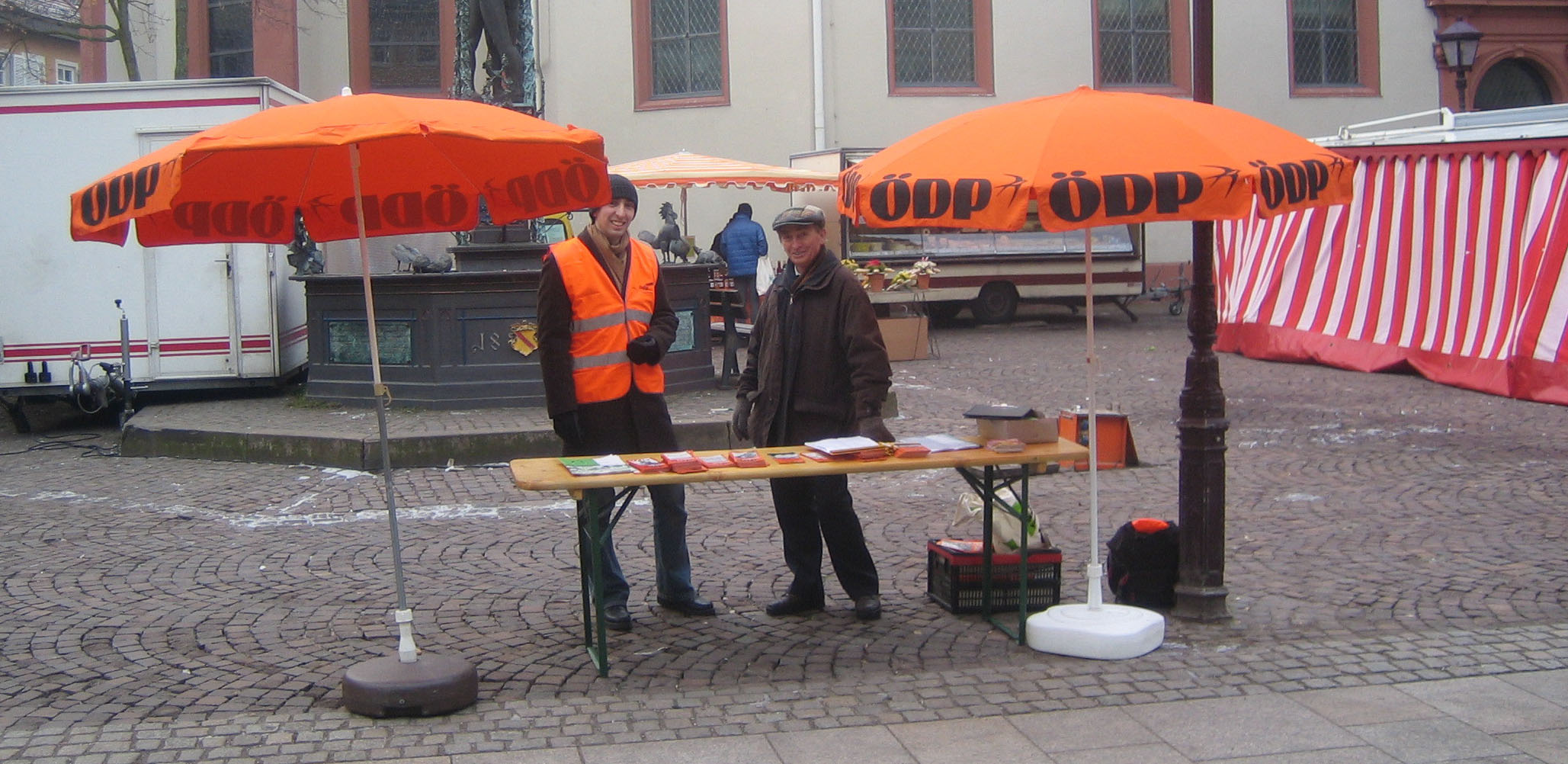
Mitglieder der ödp Anfang 2006 in Karlsruhe im Wahlkampf zur Landtagswahl in Baden-Württemberg

Für die Landtagswahlen in Baden-Württemberg und Rheinland-Pfalz im Jahr 2006 verlief das Procedere umgekehrt. Beiderorts trat die ödp an und ließ im Gegenzug Mitglieder der Familien-Partei für sich kandidieren. Doch trotz dieser Kooperation waren die Wahlergebnisse in beiden Bundesländern erneut rückläufig: In Rheinland-Pfalz erzielte sie 0,2 % und in Baden-Württemberg 0,5 %. Zu dem Stimmenrückgang in Baden-Württemberg hatte beigetragen, dass sie – anders als beispielsweise 1992, 1996 und 2001 – es nicht geschafft hatte, in allen Wahlkreisen Kandidaten aufzustellen, was in diesem Land Voraussetzung ist, um flächendeckend wählbar zu sein. Hatten bei den drei vorherigen baden-württembergischen Landtagswahlen von allen nicht im Bundestag vertretenen Parteien nur die Republikaner mehr Stimmen bekommen, so landete sie zusätzlich hinter WASG, NPD und PBC auf Platz fünf unter den „Sonstigen“.
In Sachsen-Anhalt beteiligte sich die ödp, zusammen mit der Tierschutzpartei, den GRAUEN und einigen Wählergruppen am Wahlbündnis „Gerechtigkeit, Umwelt, Tierschutz (GUT)“, das auf 0,8 % kam. Ende 2006 wählte die Familien-Partei einen neuen Bundesvorstand und zog gleichzeitig die Beschlüsse für eine Fusion mit der ödp zurück. Die Zusammenarbeit auf Bundesebene ist damit beendet, jedoch soll sie auf Landesebene weiterhin möglich sein.

### Bayerische Kommunal- und Landtagswahlen von 2008
Hauptartikel: Kommunalwahlen in Bayern 2008 und Landtagswahl in Bayern 2008
Die bayerischen Kommunalwahlen im Jahr 2008 brachten einen weiteren Zuwachs der Mandatszahl der Partei in ihrem „Stammland“. Waren es 2002 noch 245 Sitze gewesen, so erlangte sie 2008 bayernweit 324 Abgeordnete. „Spitzenreiter“ auf Ebene der Landkreise und kreisfreien Städte wurde Passau, wo die Partei 15,2 % erreichte und drittstärkste Partei hinter CSU und SPD wurde. Bei der dortigen Oberbürgermeisterwahl erreichte Urban Mangold zunächst 12,7 %. Im Mai 2008 wurde er deshalb auf Anregung des neuen Oberbürgermeisters Jürgen Dupper (SPD) vom Stadtrat zum zweiten Bürgermeister von Passau gewählt.
Als Landratskandidaten erhielten im Landkreis Hassberge Klemens Albert 14,8 % und im Landkreis Miltenberg der unterfränkische Bezirksvorsitzende Steffen Scholz 10,3 % der Stimmen.
Bei der Oberbürgermeisterwahl in Ansbach, in dessen Stadtrat die ödp ebenfalls in Fraktionsstärke vertreten ist, unterstützte sie zusammen mit zwei Wählergemeinschaften die parteilose Kandidatin Carda Seidel. Diese konnte bereits im ersten Wahlgang die Mehrheit der Stimmen hinter sich vereinigen, obwohl der amtierende OB Ralf Felber (SPD) von der örtlichen CSU Unterstützung erhalten hatte. Die zwei Wochen später stattfindende Stichwahl gewann Carda Seidel mit einer Zweidrittelmehrheit der Stimmen.
In den Gemeinden Burkardroth, Emskirchen und Pfreimd gelang es Mitgliedern der Partei erstmals, Bürgermeisterwahlen für sich zu entscheiden. In Burkardroth ging Waldemar Bug, einziger Gegenkandidat von Emil Müller (CSU), mit einem Vorsprung von 45 Stimmen als Sieger hervor. Zwei Wochen später gelang dasselbe Arnold Kimmerl, der bereits im ersten Wahlgang vorne lag; mit 64,5 % konnte er sich gegen den CSU-Kandidaten durchsetzen. In Emskirchen machte zeitgleich Harald Kempe das Rennen, der mit 52,6 % die Wahl für sich entscheiden konnte, nachdem er zwei Wochen zuvor noch rund 15 % hinter dem Amtsinhaber Dieter Schmidt (CSU) zurückgelegen hatte.
Zur bayerischen Landtagswahl am 28. September 2008 trat die ödp erstmals unter der Bezeichnung Ökologisch-Demokratische Partei / Bündnis für Familien an und erzielte 2,0 % der Stimmen. Per einstweiliger Anordnung hatte die ödp dem Bayerischen Jugendring untersagen lassen, den Wahl-O-Mat zur Landtagswahl freizuschalten, da die ödp berücksichtigt werden wollte. Der Bayerische Jugendring sah nur die Berücksichtigung von Parteien vor, die bereits im Landtag vertreten waren oder bei den letzten Sonntagsfragen mehr als 3 % erreicht hatten. Da die Begründung des Verwaltungsgerichtes München nahelegte, dass sieben weitere Klein- und Kleinstparteien eine Berücksichtigung erzwingen hätten können, verzichtete der Bayerische Jugendring auf die Veröffentlichung des Wahl-O-Mats.

### Superwahljahr 2009, Volksbegehren „Für echten Nichtraucherschutz!“ und Wahl Frankenbergers (2009/2010)

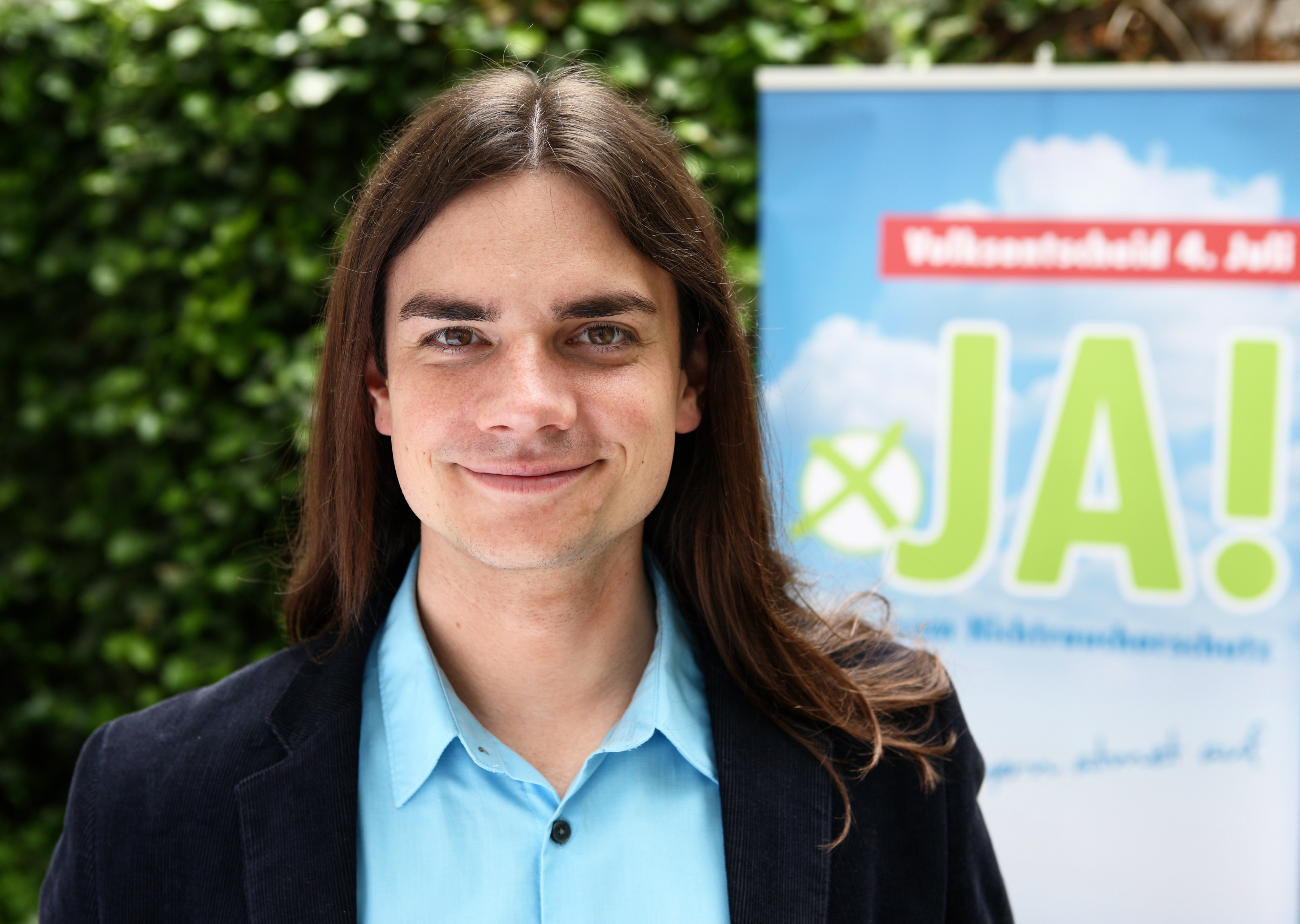
Sebastian Frankenberger, Initiator des Volksbegehrens „Für echten Nichtraucherschutz“ und seit November 2010 Bundesvorsitzender

Im Superwahljahr 2009 gelang es der Partei, ihre Wahlergebnisse von 2004 zu stabilisieren. Bei der Europawahl nahm sie trotz leichter Stimmenverluste mit 0,5 % die Hürde zur staatlichen Parteienfinanzierung. Bei der Bundestagswahl im selben Jahr erzielte sie mit 0,3 % ihr bestes Resultat seit 1994.
Währenddessen startete die bayerische ÖDP auf Initiative ihres Passauer Stadtrats Sebastian Frankenberger das Volksbegehren „Für echten Nichtraucherschutz!“. Dieses zielte darauf ab, die von der seit 2008 in Bayern amtierenden Landesregierung aus CSU und FDP initiierte Aufweichung der Rauchverbote in Gaststätten rückgängig zu machen. Unterstützt wurde es zudem von SPD, GRÜNEN und weiteren Organisationen. Nachdem sich im November und Dezember mehr als zehn Prozent der Wahlberechtigten eingetragen hatten, kam es am 4. Juli 2010 zum Volksentscheid. 61,0 % der Wahlberechtigten stimmten für ein striktes Rauchverbot, das zum 1. August selben Jahres in Kraft trat. Frankenberger selbst wurde dadurch Objekt zahlreicher Anfeindungen von Rauchern;
dies ging teilweise so weit, dass er Morddrohungen erhielt, ebenso wurde er in Mails als Nazi diffamiert. Zudem wurde er beim Besuch in Restaurants und Kneipen sowohl von Wirten als auch von Gästen sehr unwirsch empfangen.
Zum Bundesparteitag im Herbst 2010 in Regensburg kündigte Buchner an, nicht mehr als Bundesvorsitzender zu kandidieren, um einen Generationswechsel einzuleiten. Zu seinem Nachfolger wurde Frankenberger gewählt, der sich mit deutlicher Mehrheit gegen zwei Mitbewerber durchsetzen konnte.

### Erneuerung und Einzug ins Europaparlament (2010–2014)
Der Bundesvorstand unter Sebastian Frankenberger erneuerte das Corporate Design der Partei, deren Kürzel seit 2010 wieder großgeschrieben wird.
In Baden-Württemberg konnte die ÖDP ihr Ergebnis bei den Landtagswahlen 2011 auf 0,9 % verbessern.
2012 reichte die ÖDP eine Organklage vor dem Bundesverfassungsgericht gegen die aus ihrer Sicht versteckte Finanzierung der Bundestagsparteien über die Zuschüsse an Fraktionen, Abgeordnetenmitarbeiter und die Globalzuschüsse an politische Stiftungen. Die Klage wurde 2015 als unzulässig verworfen. Erfolgreich verlief dagegen die Klage der ÖDP sowie weiterer Parteien und Organisationen gegen die Drei-Prozent-Hürde bei der Europawahl.
Im Jahr 2013 verabschiedete der Bundesparteitag das neue Grundsatzprogramm.
Bei der Landtagswahl in Bayern 2013 radelte Frankenberger an 90 Tagen durch alle 90 Wahlkreise des Freistaates. Trotz einer Steigerung der Stimmenzahl erreichte die ÖDP wie bereits 2008 2,0 %. Bei der Kommunalwahl ein Jahr später konnte sie die Zahl ihrer Kommunalmandate in Bayern auf 380 erhöhen.
Aufgrund der weggefallenen Sperrklausel gelang der ÖDP mit 0,6 % der Einzug ins Europäische Parlament und wird dort vom früheren Bundesvorsitzenden Klaus Buchner vertreten. Buchner schloss sich der Fraktion Grüne/EFA an.
In Erlangen verlor Sebastian Frankenberger im November 2014 eine Kampfabstimmung gegen Gabriela Schimmer-Göresz, die ihm daraufhin im Amt nachfolgte.
Bei der Bundestagswahl 2013 erzielte die Partei bei leichtem Zugewinn an Stimmen prozentual das gleiche Ergebnis wie bei der vorherigen Wahl (0,3 %).

### 2015–2019
Frankenberger kündigte im Frühjahr 2015 wegen innerparteilicher Querelen und Angriffe seinen Austritt an; in der Folgezeit verließen drei weitere Mitglieder des ehemaligen Bundesvorstandes die Partei.
Bei der Bundestagswahl 2017 wurden wieder 0,3 % erreicht.
Zum Jahresende 2017 trat Gabriela Schimmer-Göresz aus gesundheitlichen Gründen von ihrem Amt als Parteivorsitzende zurück.
Für die Landtagswahl in Bayern 2018 erhoffte sich die ÖDP einen Sprung über die Fünf-Prozent-Hürde und schrieb auf Plakate „6 % – das packen wir“; stattdessen musste sie in ihrer Hochburg einen empfindlichen Rückschlag hinnehmen. Ihr Stimmenanteil ging von 2,0 auf 1,6 % zurück.
Bei der Europawahl 2019 erreichte die ÖDP mit 1,0 % und einem Mandat ihr bisher bestes Ergebnis auf Bundesebene.